# Kapsaicin
Kapsaicin, najzastupljeniji od ljutih sastojaka ljutih papričica (Capsicum). To je organski dušikov spoj koji pripada skupini lipida, ali se često pogrešno svrstava u alkaloide, obitelj dušikovih spojeva s izrazitim fiziološkim djelovanjem.
Naziv kapsaicin primijenjen je na bezbojnu kristalnu tvar koja je prvi put izolirana iz uljane smole paprike (uljane smole dobivene iz plodova paprike) 1876. i smatrana je jedinstvenim spojem do otprilike 1960. Tijekom 1960-ih otkriveno je da prirodni proizvod sadrži male količine drugih spojeva, poznatih kao kapsaicinoidi, koji su vrlo slični onome za koji se ustalio naziv kapsaicin. Molekulska formula kapsaicina je C18H27NO3.
Kapsaicin je dominantna ljuta komponenta čili papričica, čija se ljutina često mjeri u Scovilleovim toplinskim jedinicama (SHU). Kreirao američki farmaceut Wilbur Scoville početkom 1900-ih, Scovilleova ljestvica subjektivna je procjena koja se oslanja na osjetljivost na kapsaicinoide ljudi koji su iskusili jedenje ljutih papričica. Ocjene rade na linearnoj ljestvici, što znači da je habanero od 350 000 SHU 100 puta ljući od jalapeña od 3 500 SHU. Jedna od najljućih papričica na svijetu, “ghost pepper” (bhut jolokia), mjeri više od 1.000.000 SHU.
Kreme i gelovi s kapsaicinom koriste se kao lokalni analgetici za ublažavanje bolova u mišićima i zglobovima, uključujući bolove kod artritisa i bolove uzrokovane neuralgijom i neuropatijom.